# Ametallon dominicanense
Ametallon dominicanense är en stekelart som beskrevs av Christer Hansson 2004. Ametallon dominicanense ingår i släktet Ametallon och familjen finglanssteklar.
Artens utbredningsområde är Dominikanska republiken. Inga underarter finns listade i Catalogue of Life.